# Retrakt otoczeniowy
Retrakt otoczeniowy przestrzeni topologicznej {\displaystyle X} jest to taka jej podprzestrzeń {\displaystyle Y,} dla której istnieje podzbiór otwarty {\displaystyle U} przestrzeni {\displaystyle X} taki, że {\displaystyle Y\subseteq U} oraz {\displaystyle Y} jest retraktem {\displaystyle U}
Absolutny retrakt otoczeniowy (ANR) jest to taka przestrzeń topologiczna {\displaystyle X,} która włożona jako podzbiór domknięty w dowolną przestrzeń normalną {\displaystyle Y} jest retraktem otoczeniowym {\displaystyle Y.}